# Cortes Generales
Cortes Generales er Spaniens lovgivende forsamling, opdelt i to kamre, senatet og kongressen.

## Cortes Generales' historie

### Begyndelse: Det feudale system (700 – 1100-tallet)
Cortes begyndte som en del af middelalderens feudale system. Datidens Corte var et rådgivende råd, skabt af højerestående feudale magthavere, der stod kongen nær. Castiliens og Leóns Cortes blev slået sammen i 1188 og blev dermed den første spanske regering, som kunne kalde sig repræsentativ. Førhen var adelen og ikke-adelige adskilt fra hinanden i tre forskellige rum.
| Politik | Spire Denne artikel om politik og ideologi er en spire som bør udbygges. Du er velkommen til at hjælpe Wikipedia ved at udvide den. |